# 뮤직 익스프레스
《이윤숙의 뮤직 익스프레스》는 2005년 5월 8일부터 이윤숙의 진행으로 JTV MAGIC FM에서 방송되고 있는 라디오 프로그램이다. 이 프로그램을 줄여서 익스프레스라고 부르기도 한다. 프로그램 신설 이후부터 2007년 4월 22일까지는 이윤숙 DJ가 오후4시부터 8시까지 4시간 동안 생방송으로 진행되었다. 이후, 2007년 봄 개편으로 인해 오후 4시부터 오후 6시까지는 이윤숙 DJ가, 오후 6시부터 오후 8시까지는 안준성 DJ가 진행을 맡았다. 2008년 가을 개편으로 인해 2008년 11월 2일부터는 오후4시 프로그램과 오후6시 프로그램이 분리되었다.
2008년 11월 2일 이후부터 이윤숙의 뮤직 익스프레스가 오후4시부터 오후6시까지 방송되고, 안준성의 스포츠 익스프레스가 오후 6시부터 오후 8시까지 방송된다.
"일요일 당신의 친구" 뮤직 익스프레스는, 별다른 코너 없이 사연과 신청곡으로 2시간을 채워나간다. 일요일 생방송으로 진행되며 문자 참여 #2299(단문-50원/장문-100원)를 하면 별 다른 사정이 없는 한(끝곡까지 신청곡 마감 등), 거의 다 신청음악을 들려준다.

## 역대 DJ
- 초대 : 이윤숙 - 2005년 5월 8일 ~

## 코너

### 매일 코너
- 사연과 신청곡

| JTV MAGIC FM        |                                                      |                                                      |
| 이전                | 그대곁에 전세영입니다 (월~토) 뮤직 익스프레스 (일)   | 다음                                                 |
| 두시탈출 컬투쇼     | 그대곁에 전세영입니다 (월~토) 뮤직 익스프레스 (일)   | 장혜라의 행복발전소 (월~토) 스포츠 익스프레스 (일)   |
| 오후 2시 ~ 오후 4시 | 오후 4시 ~ 오후 6시 (월~토) 오후 4시 ~ 오후 6시 (일) | 오후 6시 ~ 오후 8시 (월~토) 오후 6시 ~ 오후 8시 (일) |
|                     |                                                      |                                                      |